# Temenis merione
Temenis merione är en fjärilsart som beskrevs av Fabricius 1781. Temenis merione ingår i släktet Temenis och familjen praktfjärilar. Inga underarter finns listade i Catalogue of Life.